# Africans a Sri Lanka
Els afrosrilankesos (o africans de Sri Lanka) són els membres de la diàspora africana que viuen a Sri Lanka, sobretot els Kaffirs de Sri Lanka, és un grup ètnic molt petit de Sri Lanka que són descendents de mercenaris, músics i peons africans, que foren portats pels colonitzadors portuguesos a l'actual Sri Lanka durant el període de domini colonial portuguès de l'illa. Actualment hi ha al voltant de 1000 kaffirs sri lankans. Viuen en petites comunitats de les regions costaneres de l'illa de Trincomalee, Batticaloa i Negombo. Els colonitzadors portuguesos els van utilitzar per lluitar contra els reis Ceilandesos.
La majoria dels afrosrilankans es coneixen amb el nom de kaffirs. Aquest terme no és utilitzat com un pejoratiu racial com a altres parts del món. Alguns, originàriament eren musulmans i altres practicaven religions tradicionals africanes, però en l'actualitat la majoria són cristians o budistes. Parlen la llengua criolla kaffir srilankès, que és una barreja del nadiu sinhalès i del tamil.

## Grups

### Nittevo
El Nittaewo és una raça perduda d'homes nans que es diu que havien viscut a la regió de Mahalenama regió, actualment a la zona intermèdia de Yala oriental i a la zona Tamankaduva. Segons aquesta llegenda, es creu que foren exterminats pels veddes fa aproximadament 250 anys.

### Sri Lanka Kaffirs
El Sri Lankan Kaffirs són un grup ètnic de Sri Lanka qui descendeix parcialment dels comerciants portuguesos del segle xvi i dels negres que van portar per a treballar com a obrers i soldats per a lluitar contra els reis de Sri Lanka.

## Història
A principis del segle XV alguns abissinis van viatjar a Ceilan i es van establir a Matota, al nord-oest de l'illa.
Segles després els portuguesos van portar negres a Sri Lanka com esclaus i soldats mercenaris. Després la Companyia Neerlandesa de les Índies Orientals i la Companyia Britànica de les Índies Orientals també van importar-hi esclaus africans. L'illa de Ceilan fou un lloc de lligam entre l'Àfrica oriental i l'Àsia oriental.
Durant el segle XIV quan l'explorador marroquí Ibn Batuta va visitar Colombo va explicar que hi havia uns 500 abissinis que guardaven la guarnició.
A finals del segle xv els portuguesos portaven mariners de l'Àfrica occidental, del delta del riu Níger, de Moçambic i de la resta de l'Àfrica oriental. Al segle xvii els portuguesos reclutaven regularment africans perquè els ajudessin a atacar o defensar els ports estratègics de l'oceà Índic, incloent-hi els de Sri Lanka. El 1631 els portuguesos van enviar soldats africans a Goa. 100 d'aquests soldats kaffirs van continuar cap a l'actual Sri Lanka i 200 soldats més que estaven a Cochin foren portats a Colombo com a mercenaris per a protegir els portuguesos. El 1638 el capità general portuguès Diego de Mello de Castro va liderar un atac contra Kandy, a les muntanyes del centre de l'illa amb una 300 kaffirs. El 1640, 100 arquers kaffirs van lluitar pels portuguesos contra els holandesos a Galle, al sud de Sri Lanka. El 1658 els holandesos van fer fora els portuguesos de l'illa i molts kaffirs van passar a treballar per als nous colonitzadors i altres es van assentar en el reialme budista de Kandyan treballant com a soldats pel seu rei. Els kaffirs també van servir com a militars de governants musulmans, hindús i budistes.
En el segle xix els afrosrilankesos van continuar exercint de soldats. Per exemple, Joseph Fernando, un mauricià que va ser portat a l'illa amb 80 africans van servir al Regne de Kandy i els van ajudar contra els anglesos fins al 1815.
A Sri Lanka també hi va haver africans que van treballar construint fortaleses. Per exemple el governador holandès Van Goens Junior va dir que a la dècada de 1670 4000 kaffirs havien construït la fortalesa de Colombo.
El missioner Robert Spence Hardy va dir al segle xix que a l'illa hi havia uns 6000 afrosrilankesos. Tot i això, és difícil de saber el nombre que hi havia perquè molts es casaven amb sinhalesos i tàmils indígenes i van tenir descendència comuna.